# Awjila

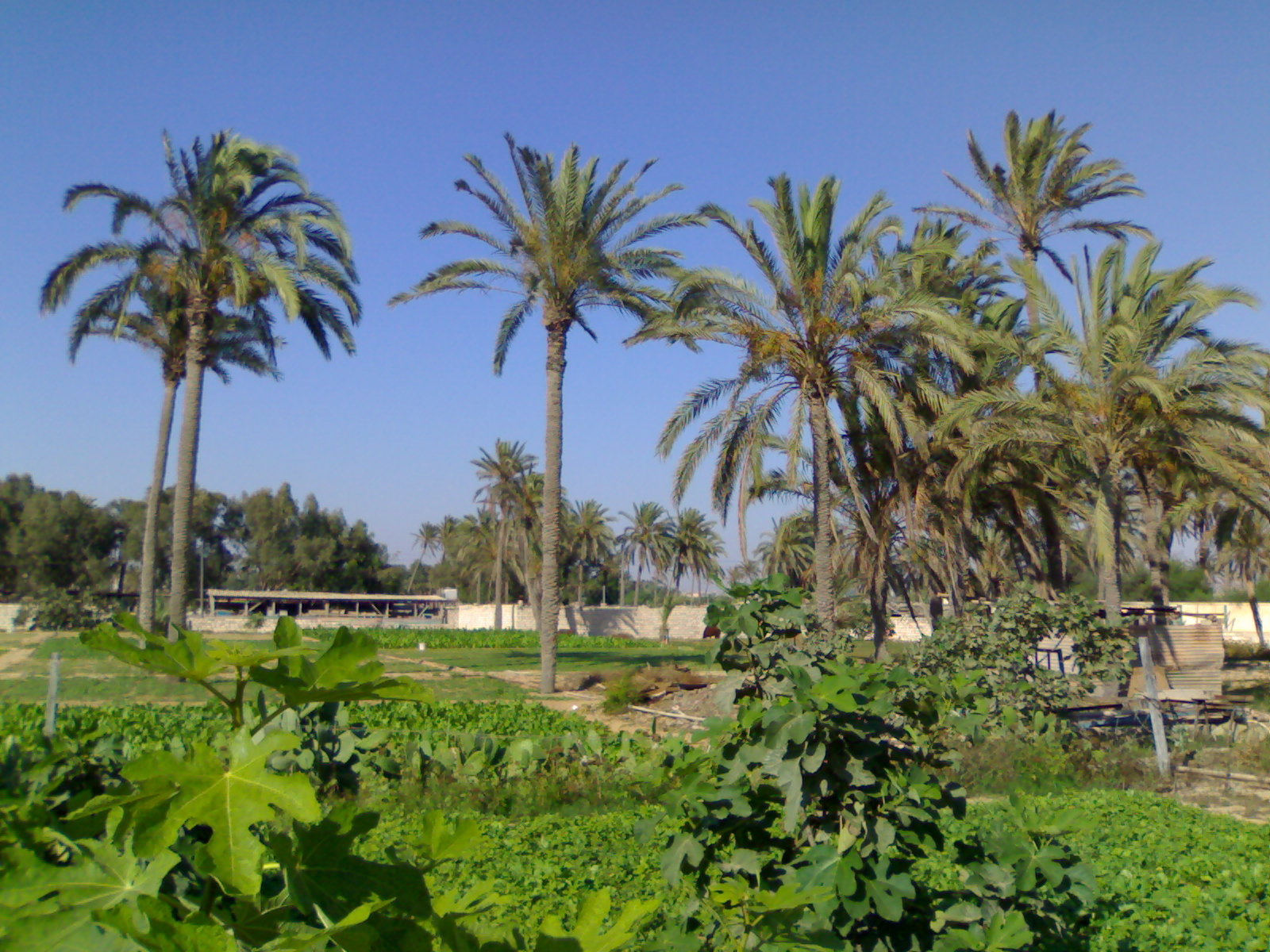
En farm i Awjila

Awjila (latin och äldre svenska Augila) är en oasstad i Cyrenaika, Libyen, 225 kilometer sydost om Sidrabukten.
Awjila ligger omkring 40 meter över havet i västra delen av den långa sänkan bort mot Siwa. Tillsammans med oasen Gialo var den tidigare en viktig knutpunkt för karavanvägar från Fezzan, Kufra och Egypten. Oasen som beboddes av berber och besattes först 1928 av italiensk militär.